# Etichetarea energetică în Uniunea Europeană

Exemplu de etichetă energetică UE pentru un frigider.

Directiva UE 92/75/CE a stabilit un sistem de etichetare a consumului de energie. Directiva a fost pusă în aplicare prin alte câteva directive, prin urmare, majoritatea electrocasnice mari, ambalajelor cu becuri și mașinilor trebuie să aibă eticheta energetică a UE afișată clar atunci când sunt oferite spre vânzare sau închiriate. Eficiența energetică a aparatului este evaluată în funcție de un set de clase de eficiență energetică de la A la G pe etichetă, A fiind cel mai eficient din punct de vedere energetic, G cel mai puțin eficient. Etichetele oferă și alte informații utile clientului pe măsură ce alege între diferite modele. Informațiile ar trebui, de asemenea, furnizate în cataloage și incluse de către comercianții cu amănuntul pe internet pe site-urile lor web.
În încercarea de a ține pasul cu progresele în eficiența energetică, au fost introduse ulterior clasele A +, A ++ și A +++ pentru diverse produse; din 2010, există un nou tip de etichetă care folosește pictograme mai degrabă decât cuvinte, pentru a permite producătorilor să utilizeze o singură etichetă pentru produsele vândute în diferite țări.
Directiva 92/75 / CE a fost înlocuită de Directiva 2010/30/UE și a fost din nou înlocuită de Regulamentul 2017/1369 / UE de la 1 august 2017. Clasificările actualizate de eficiență vor intra în vigoare în 2021, data exactă depinde de regulamentul delegat relevant (de exemplu, etichetele mașinii de spălat vase se schimbă la 1 martie 2021).
Va reintroduce o clasificare mai simplă, utilizând doar literele de la A la G. Redimensionarea va duce, de asemenea, la o mai bună diferențiere între produsele care, sub clasificarea actuală a etichetei, apar toate în aceleași categorii de top. Înseamnă, de exemplu, că un frigider care are în prezent eticheta A +++ ar putea deveni o categorie C, chiar dacă frigiderul este la fel de eficient din punct de vedere energetic ca înainte. Principiul principal este că categoria A va fi goală la început, iar categoriile B și C sunt puțin populate, pentru a deschide drumul către produse noi, mai eficiente din punct de vedere energetic, care să fie inventate și dezvoltate.
Ce înseamnă etichetarea energetică?

În contextul actual de incertitudine globală, problemele cruciale de asigurare a necesarului de energie, impactul emisiei de gaze cu efect de seră și consecințele prețului la energie asupra dezvoltării europene, trebuie rezolvate cu o politică puternică în domeniul energiei.

În ultimii 10 ani, nu mai puțin de 8 directive principale din domeniul energiei au fost discutate si adoptate de statele membre ale Comunității Europene, influențând pe de o parte furnizarea energiei și, pe de altă parte, managementul cererii de energie. Aceste directive sunt:

•	92/75/CEE - Etichetarea energetică pentru aparatele de uz casnic armonizată în legislația românească cu HG 972/2004

•	2005/32/CE - Eco-design

•	2002/91/CE - Eficiența energiei la clădiri

•	96/92/CE - Regulile comune pentru piața internă de electricitate

•	98/30/CE - Piața gazelor naturale

•	2001/77/CE - Promovarea producerii energiei electrice din surse energetice regenerabile

•	2004/91/CE - Producerea combinată a căldurii și electricității

•	2006/32/CE - Promovarea eficienței energetice la consumatorul final și servicii energetice

Ce este o etichetă energetică?

Eticheta energetică ilustrează, prin culori, săgeți sau literele alfabetului, eficiența energetică a unui  aparat electric de uz casnic.

Schema de etichetare este bazată pe un „indice de eficiență energetică”, rezultat prin compararea consumului de energie al aparatului electric de uz casnic ce trebuie etichetat energetic, cu consumul mediu de energie al modelului European, ales la nivelul anului 1993, folosind valori variabile funcție de categoria aparatului.

Pentru a permite îmbunătățirea eficienței, optimizarea, de-a lungul timpului această valoare medie este constantă și a fost fixată la valoarea care delimitează clasele D si E. Valoarea indicelui de eficiență energetică este desigur constantă, în timp ce eticheta, pentru fiecare aparat, poate arăta indicele de eficiență energetică aferent celor 7 clase agreate.

Clasa de eficiență energetică în care se încadrează fiecare aparat electric de uz casnic este determinată de valoarea indicelui de eficiență energetică. Spre exemplu, pentru aparatele frigorifice indicele de eficiență energetică corespunzător clasei de eficiență energetică este:

Indicele de energie electrica.
Formula lui:I=C/C(R)
- C=consumul efectiv ala aparatului electrocasnic
- C(R)=consumul de referinta(optim) la care ne raportam

| Clasa de eficiență energetică | Indice de eficiență energetică |
| ----------------------------- | ------------------------------ |
| A+++*                         | I=20                           |
| A++ *                         | I < 30                         |
| A+ *                          | 30 ≤ I < 42                    |
| A                             | 42 ≤ I < 55                    |
| B                             | 55 ≤ I < 75                    |
| C                             | 75 ≤ I < 90                    |
| D                             | 90 ≤ I < 100                   |
| E                             | 100 ≤ I < 110                  |
| F                             | 110 ≤ I < 125                  |
| G                             | 125 ≤ I                        |

- ) Observație: Clasele A+ si A++ se aplică doar frigiderelor, congelatoarelor si combinațiilor lor!

Literele de la A la G: o scală a aparatelor de la cel mai eficient (A) la cel mai puțin eficient (G); culorile: verde înseamnă “mai eficient”, iar rosu înseamnă “mai puțin eficient”; săgețile arată eficiența energetică pentru un nivel dat.

Există două părți ale etichetei energetice: fondul etichetei (text imprimat) si o bandă cu date. Acestea
vin de obicei separat și trebuie să fie combinate, ca o singură entitate, când eticheta este lipită pe aparat. Puțini producători imprimă eticheta ca o singură entitate.

Fondul etichetei este generic și poate fi aplicat oricărui aparat, din categoria dată, de exemplu aparatele frigorifice (cu condiția să fie tradusă în limba națională). Banda cu date conține informații specifice și se aplică tuturor modelelor identice, indiferent de limbă sau de piață de desfacere.

Sunt cerute următoarele informații:
•	Numele furnizorului sau marca
•	Identificarea modelului
•	Clasa de eficiență energetică
•	Eco-eticheta (după caz)
•	Consumul de energie
•	Date specifice tipului de apara

Eticheta energetică trebuie să fie însoțită de o fisă și de un tabel standard cu informații specifice fiecărui model de aparat. Fișa trebuie să fie inclusă în toate broșurile produsului și trebuie livrată împreună cu aparatul. Ea a fost introdusă pentru a da consumatorului o sursă suplimentară de informații asupra etichetei, astfel încât consumatorii care au timp să decidă mai mult timp asupra cumpărării unui produs, să poată lua materialul informativ cu ei, în același mod ca oricare altă informație primită despre produs.

Un al treilea mecanism de informare, prezentat în directiva cadru de etichetare, este informația asupra caracteristicilor tehnice ale produsului, introdusă în cataloagele comandate prin poștă și vânzările prin internet care implică faptul că potențialul cumpărător nu poate vedea fizic  produsul. Informațiile incluse în cataloagele livrate prin poștă sunt similare cu cele oferite de eticheta energetică.